# Oepikiidae
De Oepikiidae zijn een familie van uitgestorven kreeftachtigen uit de klasse van de Ostracoda (mosselkreeftjes).

## Geslacht
- Oepikium Agnew, 1942 †